# 허윤정 (1969년)
허윤정(許允貞, 1969년 3월 9일~)은 대한민국의 대학 교수이다. 연세대학교 보건대학원 겸임교수, 아주대학교 의과대학 연구부교수, 건강보험심사평가원 심사평가연구소장으로 근무했으며 더불어민주당 정책위원회 보건복지수석전문위원을 역임했다.
2016년 4월 13일에 실시된 대한민국 제20대 국회의원 선거에서 더불어민주당 소속 비례대표 17번 후보로 공천되었다. 2020년 1월 30일에 더불어민주당 소속 비례대표 10번이었던 김성수 국회의원이 정세균 국무총리 비서실장으로 임명되면서 사퇴함에 따라 공석이 된 의원직을 승계하였다. 이로써 허윤정은 대한민국 제20대 국회 임기 만료 120일 이전에 해당되는 날인 2020년 1월 31일 이전에 비례대표 의원직을 마지막으로 승계받은 국회의원이 되었다.

## 학력
- 고려대학교 대학원 사회복지학 박사

## 경력
- 2004년 1월: 열린우리당 정책위원회 보건복지전문위원
- 2011년 3월: 연세대학교 보건대학원 보건의료법윤리전공 겸임교수
- 2012년 3월~2018년 4월: 아주대학교 의과대학 인문사회의학교실 연구부교수
- 2018년 5월~2020년 1월: 건강보험심사평가원 심사평가연구소장
- 2020년 1월 30일~2020년 5월 29일: 제20대 국회의원(초선, 비례대표)
  - 2020.01~2020.05: 제20대 국회 후반기 과학기술정보방송통신위원회 위원
  - 2020.03~2020.05: 제20대 국회 코로나19 대책 특별위원회 위원
- 2020년 5월~2020년 8월: 더불어민주당 중앙당 대변인
- 2020년 7월~: 아주대학교 의과대학 인문사회의학교실 강의교수

## 역대 선거 결과
| 실시년도 | 선거   | 대수 | 직책     | 선거구   | 정당         | 득표수      | 득표율          | 순위          | 당락 | 비고       |
| -------- | ------ | ---- | -------- | -------- | ------------ | ----------- | --------------- | ------------- | ---- | ---------- |
| 2016     | 총선   | 20대 | 국회의원 | 비례대표 | 더불어민주당 | 6,069,744표 | \| \| 25.54% \| | 비례대표 17번 |      | 초선, 승계 |
|          | 25.54% |      |          |          |              |             |                 |               |      |            |

## 같이 보기
- 대한민국 제20대 국회의원 선거 더불어민주당 후보 목록#비례대표